# Tree Hill
Tree Hill (eng.: One Tree Hill) je američka tinejdžerska dramska serija, redatelja Marka Schwahna, koja je premijerno prikazana 23. rujna 2003. na WB TV-mreži. Nakon treće sezone serije, "WB" se spojila s "UPN"-om u "CW" televiziju, i od 27. rujna 2006. mreža je službeno emitira u SAD-u. Od 25. veljače 2009., CW je obnovio seriju za sedmu sezonu. Radnja serije se događa u fiktivnom gradu Tree Hill u Sjevernoj Karolini i izvorno prati živote dva polubrata, Lucasa Scotta (Chad Michael Murray) i Nathana Scotta (James Lafferty). Njihov odnos se razvija od bezdušnog neprijatelja, bratske brige, košarke, romance sa ženskim likovima, koje su značajni likovi unutar serije. Prve četiri sezone, serija se bazira na likove u srednjoj školi. S početkom pete sezone, Schwahn je odlučio preskočiti vremenski četiri godine, te likovi pokazuju svoje živote nakon fakulteta. Sedma sezona će se kretati jednu godinu u budućnosti.
Serija je započinjala pjesmom "I Don't Wanna Be" od Gavin DeGrawa, koja svira u pozadini. Tema je ukinuta u petoj sezoni (i ponovno vraćena u osmoj, kad je za svaku epizodu snimljen remiks te pjesme), a krediti su se sastojali samo od naslova napisanog na crnoj podlozi. Serija je snimljena u Wilmingtonu, Sjeverna Karolina od strane EUE/Screen Gems studija. 
Show je dobio prosječne ocjene, dok je druga sezona najbolje ocijenjena, s oko 4,3 milijuna gledatelja tjedno, a osvojila je i "Teen Choice" nagradu. Glavni protagonisti serije, Chad Michael Murray i Hilarie Burton su otišli u sedmoj sezoni.
Deveta sezona, koja će imati trinaest epizoda, a koja će se u Americi emitirati u zimskom dijelu TV sezone, bit će i posljednja.

## Proizvodnja

### Ime i ideja
Schwahn je prvobitno planirao napraviti dugometražni film s naslovom "Ravens" (naziv srednjoškolske košarkaške reprezentacije). Međutim, on je rekao da bi bilo zanimljivije da se snimi kao televizijska serija. Naziv show i ime izmišljenog grada gdje se serija odvija izvedena je iz U2-ove pjesme "One Tree Hill", koja je nazvana po planini na Novom Zelandu. Većina epizoda showa su naslovi pjesama, bendova i albuma.  
Schwahn je nazvao grad "Tree Hill", jer dok je pisao ideje za seriju slušao pjesme s albuma The Joshua Tree od U2-a. Na početku showa, obožavatelji su često pitali Schwahna zašto je ime serije One Tree Hill kada se grad samo zvao Tree Hill. Na pitanje je odgovorio da je to učinio zbog rečenice kada Karen u 1.22 epizodi kaže: "Postoji samo jedan Tree Hill - i to je tvoj dom". Tree Hill je također adresa srednje škole Tree Hill.

### Format epizode
Epizode slijede regularnu strukturu. Epizoda obično počinje s rekapitulacijom događaja relevantnih za nadolazeće priče, međutim ovo je ponekad isključeno zbog vremenskih ograničenja. Tijekom prve četiri sezone, tema serije je puštana odmah nakon rekapitulacije, odnosno nakon prvih nekoliko scena. Kad god epizoda karakterizira osjetljive ili nasilne događaje, nema pštanja teme pjesme, nego samo bude natpis One Tree Hill napisan na crnoj podlozi. Od početka pete sezone, tema serije je izostavljena.
Tree Hill je poznat po svojim brojnim snimljenim glasovima koji sadrže oba književna citata, ili znakova razmišljanja o događajima u epizodi. Većinu od njih čita Chad Michael Murray kao Lucas Scott. Međutim, bilo je i nekoliko pojavljivanja drugih likova. James Lafferty, Hilarie Burton, Sophia Bush, Bethany Joy Galeotti i Paul Johansson su pripovijedali u različitim epizodama. Gosti Bryan Greenberg, Sheryl Lee, Torrey DeVitto i Ashley Rickards su dali glas za svaku epizodu. Tu su također epizode koje uključuju višestruke pripovjedače. Uloge članova Lee Norris, Antwon Tanner, Danneel Harris, Barry Corbin i Jackson Brundage su se također pojavljivali.

## Glumačka postava
Chad Michael Murray kao Lucas Scott. Na početku, Lucas i Nathan počeli su kao neprijatelji, ali veza kao prijatelja i kao braće pokazala je napredak. Lucasova najbolja prijateljica je Haley, a on je istovremeno zaljubljen u Peyton Sawyer i Brooke Davis. Lucas je dobio ozbiljne srčane bolesti, HCM. Osim košarke, njegova najveća strast je literatura i citati iz knjiga. U pet sezona, on je uspješan pisac i glavni trener košarkaškog tima Ravensa. On je bio u vezi sa svojom urednicom, Lindsey Strauss, ali njegov konfliktni osjećaji prema bivšoj ljubavi Peyton mjenjaju stvari. To u konačnici dovodi da ga Lindsey ostavlja pred oltarom. U završnici sezone, on pita bilo Brooke, Peyton ili Lindsey hoće li se udati za njega. Na početku šeste sezone, otkriva se da je sretnica Peyton. Njih dvoje avionom lete u Las Vegas gdje će se vjenčati, ali osjećaju da to nije dovoljno romantično. Oni se odluče vratiti kući u Tree Hill, i imati vjenčanje tamo. Lucas je tada primio ponudu za smimanje filma. On i Julian, bivši dečko Peyton, postaju partneri što se tiče filma. Film je kasnije otkazan, a Julian seli natrag u Los Angeles. Peyton otkriva da je trudna s Lucasom, i počinju iščekivati njihovo prvo dijete. Lucas i Peyton su se kasnije vjenčali i imali njihov prijem u Tric-u. U završnici sezone, Peyton rađa dijete kćeku Sawyer Brooke Scott. Lucas zatim odlazi sa svojom novom suprugom i kćeri Peyton Sawyer, zauvijek iz Tree Hilla. Šesta sezona je zadnja u kojoj se pojavljuje Chad Michael Murray kao Lucas.  
James Lafferty kao Nathan Scott. Nathan se oženi s Haley u prvoj sezoni i obnavlja svoje zavjete s njom u trećoj sezoni, a postaje otac Jamesa Lucasa "Jamie" Scotta u četvrtoj sezoni. U prvoj sezoni, on i Lucas su neprijatelji, ali veza kao prijatelji i braća napreduje. Nathan je zvijezda košarkaškog tima Ravens, i u četvrtoj sezoni dobiva nagradu "najkorisnijeg igrača". Također, u četvrtoj sezoni, on je pod istragom zbog smanjivanja bodova. On gubi košarkašku stipendiju za Duke sveučilište zbog njegova priznanja za skidanje bodova u dvije utakmice. Košarka je oduvijek bila njegova najveća strast i on ju vidi kao svoj "izlaz". U petoj sezoni, izbija borba i Nathan je gotovo paraliziran, pa njegovi snovi su polomljeni, iako kasnije vraća nogu u funkciju i polako počinje svoj povratak u košarku. Nathan počinje igrati "slam-ball", ali nakon što je napadnut od strane protivnika, Jamie ga zamoli da prestane, bojeći se da će Nathan opet završiti povrjeđen. On dobiva odobrenje od Haley i Jamie da se pridruži poluprofesionalnoj momčadi Charleston Chiefsa. On na kraju igra za momčad Charlotte Bobcatsa. 
Hilarie Burton kao Peyton Sawyer. Njene dvije najveće strasti u životu su glazba i umjetnost, ona koristi svoju umjetnost kako bi izrazila probleme koje ima u svom životu. Brooke Davis je njezina najbolja prijateljica, i ona je također bliska prijateljica s Haley. U prvoj sezoni, Peyton je navijačica i cura Nathana Scotta, najveće košarkaške zvijezde u Tree Hill školi. U trećoj sezoni, ona otkriva da je usvojena. U četvrtoj sezoni, upoznaje nekog tko misli da je njezin polubrat Derek. Njegovo sumnjivo ponašanje prema Peyton proganja Lucasa i on počinje tražiti istinu, ali ne prije nego što Derekova opsesija s Peyton ga odvede da provali u Peytoninu kuću i pokuša joj nauditi. U petoj sezoni, usamljena Peyton radi za izdavačku kuću u LA-u. U retrospekciji, Lukas je otkrio da, je u LA-u, pitao Peyton hoće li udati za njega, ali ona nije bila spremna za brak. Ona i Brooke odlučile su se vrati u Tree Hill, gdje ona otvara vlastitu izdavačku kuću, "Red Bedroom Records" (Crvena spavaća soba).  Lindsey kasnije ostavlja Lucasa, jer ona vjeruje da je on još uvijek u ljubavi s Peyton. U završnici pete sezone, Lucas ju pita da ide s njm u Las Vegas da se vjenčaju, ali tamo oni osjećaju da to nije dovoljno romantično. Zatim se odluče vratiti kući u Tree Hill, i imati vjenčanje tamo. Ona otkriva da je trudna s Lucasom, i oni sada očekuju svoje prvo dijete. Dok je radila pripreme za vjenčanje, osjećala je da bi Lucas trebao biti više uključen. Budući da je Lucas bio toliko ponesen pravljenjem njegovog filma, Peyton se osjećala samom. Ona počinje i pripreme njihove kuće za dijete, ali bez pomoći Lucasa osjeća se bespomoćno. Ona i Lucas su se kasnije vjenčali. Peyton rađa Lucasu kćerku, Sawyer Brooke Scott. Peyton zatim odlazi sa svojim novim mužem Lucasom i kćeri Sawyer iz Tree Hilla, i šesta sezona je zadnja u kojoj se pojavljuje Hilarie Burton kao Peyton.  
Bethany Joy Galeotti kao Haley James Scott. Lucasova najbolja prijateljica, Nathanova supruga i Jamieva majka. Ona se udaje za Nathana u prvoj sezoni, obnavlja svoje zavjete s njim u trećoj sezoni, a u sezoni četvrtoj rađa sina, imena James Lucas Scott. U drugoj sezoni, ona ima veliku priliku za karijeru, stvaranje glazbe pomoću Chrisa Kellera. Ona odlazi na turneju, Nathana ostavljajući iza sebe. Početkom sezone, Nathan i Haley imaju upitan odnos, ali na kraju će prevladati te poteškoće. U trećoj sezoni, na zahtjev Brooke, ona postaje navijačica. U četvrtoj sezoni ona je udarena automobilom kojeg je vozio Dante. Ona je trudna u to vrijeme, ali srećom, Haley i njezino nerođeno dijete su preživjeli. U petoj sezoni, kao i balansiranje uloge supruge i majke, ona je profesorica engleskog jezika u Tree Hill školi, te je također planira glazbeni povratak. U petoj sezoni ona jako pokušava pomoći studentu, Quentinu. Ona tada podržava Nathanovu strast za košarku, i smiruje ga. Kasnije, ona i Nathan razmišljaju o selidbi. 
Sophia Bush kao Brooke Davis. U srednjoj školi, Brooke je bila kapetanica školskih navijačica, i naizgled lijepa i savršena djevojka iz susjedstva. Ona je Peytonina najbolja prijateljica, ali je također vrlo blizka s Haley. Ona je dva puta bila Lucasova djevojka, ali njihova veza nije išla. U prvoj sezoni, Brooke je bila popularna djevojka koju svatko voli, vođa navijačica. Iako se njen život čini savršeno, ona je vodila bitku sa svojim udaljenim roditeljima. U drugoj sezoni, Brooke je postajala sve više neovisnija djevojka. Na kraju sezone ona je ostavila Tree Hill i otišla u Kaliforniju. U trećoj sezoni, Brooke se vratila završiti svoje završne godine. Ona stvara liniju odjeće, "Clothes Over Bros". U četvrtoj sezoni, Brooke je nakon izdaje Lucasa i Peyton pokušava shvatiti zašto je ona takva osoba, kao i ono što ona želi učiniti sa svojim životom nakon srednje škole. U petoj sezoni, odjeća Over Bros je postala domaćinsko ime, ali unatoč njenom uspjehu, ona je nesretna u svom osobnom životu, tako da se ona i Peyton vraćau u Tree Hill u kojoj Brooke pretvara sada zatvoren Karen's Cafe u "Clothes Over Bros" trgovine. Ona tada otkriva svoju želju da ima dijete i brine o Angie, koja je u SAD došla za operaciju srca. Brooke je devastirana, kada dođe vrijeme da se Angie vrati u svoju domovinu. U šestoj sezoni, Brooke je napadnuta i opljačkana. Postala je izoliranija od njenih prijatelja i tvrdi da je "pala niz stepenice" na izgovor joj vidljive rane. Ona tada kupuje od Deb pištolj i traži od nje da je nauči kako ga koristi. Na kraju, ona daje svoju tvrtku svojo majci Victoriji, i kaže joj da ona više nije njena kćer. Brooke se tada počne baviti buntovničkom tinejdžericom Sam. Ona i Sam su u sukobu, ali postupno će razviti više majka-kći vrstu odnosa. To je potvđeno kada je oteta od strane Brookinog napadača. Brooke spašava Sam i šalje napadača u zatvor. Ona pomaže u Lucasovom filmu kao kostimografkinja, iako je film kasnije poništen. Ona ubrzo započinje vezu s Julianom Bakerom, producentom filma. Sam se kasnije seli s majkom. Nakon što se pomirila sa svojom majkom, Brooke leti za Los Angeles i govori Julianu da ga voli. 
Paul Johansson kao Dan Scott. Nekad veliki košarkaš, koji je otac i Nathana i Lucasa. Nakon što je njegov brak s Deb propao, ona i Nathan se pokušavaju osloboditi od njega, a Danovo zlo dolazi u prvi red. Nakon što je Dan našao Deb da spava sa svojim bratom, Keithom, započinje rat između dva brata, koja je kulminirala Danovim fatalnim proganjanjem svoga brata u tri sezone, vjerujući da je Keith imao postavljen svoj zapaljen auto. Nakon što je otkrio da je Deb zapravo iza požara, Dan je to pokušao nadoknaditi kroz podršku Karen kroz trudnoće. Međutim, nakon što je Lucas otkrio da je Keithov ubojica, on se nalazi u zatvoru. Četiri godine kasnije, odobrena mu je uvjetna i pokušava se iskupiti svojoj obitelji, jer je on umire od HCM. U završnici sezone, on je prelazio ulicu i u trenutku kada mu biper dojavljuje da je on na redu za presađivanje srca udari ga auto. U novoj sezoni otkriva se da je vozač bila Carrie (luda gospođa koja je nekad bila Jamieva dadilja). Haley spasi Dana. Dan je rijetko nastupao od napada na njega. On je trenutno čeka transplantaciju srca.
Barry Corbin kao Brian "Whitey" Durham. Trener Ravensa više od 35 godina, odlazi u mirovinu u četvrtoj sezoni.  Whitey često jadikuje o smrti njegove supruge, Camille, a činjenica da on nije više vremena provodio s njom dok je bila živa. On odlazi u mirovinu nakon što su Ravensi konačno osvojili NC State naslov prvaka, ali kasnije zauzima mjesto u treniranju fakulteta, tri sata daleko od Tree Hilla, tako da je Nathan imao priliku igrati koledž košarku. Whitey je zadnji put nastupao u 6. sezoni.

## Vanjske poveznice
- Službena stranica  Arhivirana inačica izvorne stranice od 19. siječnja 2008. (Wayback Machine)
- Tree Hill u internetskoj bazi filmova IMDb-a
- Tree Hill na SOAPnet.com
- 'Tree Hill  Arhivirana inačica izvorne stranice od 6. rujna 2011. (Wayback Machine) na TV.com
- Tree Hill epizode na theWB.com
- Tree Hill na SideReel.com